# Шэнь Дао
Шэнь Дао (кит. 慎到, пиньинь Shèn Dào, 395—315 до н. э.) — древнекитайский философ.

## Творчество
Согласно Сыма Цяню, Шэнь Дао написал труд в 12 главах и развивал учение Хуан-Лао, то есть относился к даосам («Ши цзи». Гл. 74). Однако в библиографическом отделе «Ханьшу» он отнесен к мыслителям школы фацзя (легистам) и ему приписывается сочинение «Шэнь-цзы» из 42 глав (пяней) («Ханьшу». Гл. 30) . В «Тан шу» его сочинение также отнесено к школе закона и указано, что оно состоит из десяти свитков (цзюаней) (Гл.49). До нашего времени под этим названием дошло всего семь глав. В главе 33 сочинения «Чжуан-цзы» говорится, что Пэн Мэн, Тянь Пянь и Шэнь Дао главным признавали «равенство тьмы вещей» (齊萬物以為首). Сведения о Шэнь Дао и его учении содержатся также в «Чжуан-цзы», «Сюнь-цзы», «Хань Фэй-цзы», «Люйши чуньцю», «Ши цзи» и др.
В 2007 году Шанхайским музеем был опубликован сборник текстов на бамбуковых дощечках из царства Чу. Шесть из этих, датируемых периодом Чжаньго, бамбуковых дощечек, содержат высказывания Шэнь Дао.

## Свидетельства о жизни и учении Шэнь Дао
«Сюань-ван с радостью принимал при дворе мужей, знающих литературу, и странствующих ученых. Их было семьдесят шесть – таких, как Цзоу Янь, Чуньюй Кунь, Тянь Пянь, Цзе Юй (Цзе-цзы), Шэнь Дао, Хуань Юань. Все их он поставил шандафу (старшими сановниками), но они не управляли делами, а занимались обсуждениями и толкованиями. Поэтому циская школа ученых Цзися вновь расцвела, насчитывая от нескольких сот до тысячи человек»  
Ши цзи. Глава 46. 
- "宣王喜文学游说之士，自如驺衍、淳于髡、田骈、接予、慎到、环渊之徒七十六人，皆赐列第，为上大夫，不治而议论。是以齐稷下学士复盛，且数百千人"。

«Шэнь Дао был чжаосцем, Тянь Пянь, Цзе-цзы были цисцами, Хуань Юань был родом из Чу, все они изучали принципы Дао и дэ согласно [школе] Хуан-Лао, развили и упорядочили её основные идеи. Шэнь Дао написал труд в 12 главах, Хуань Куань составил труд из двух частей, Тянь Пянь, Цзе-цзы и другие-все имели свои сочинения»  
Ши цзи. Глава 74.
- " 慎到，赵人。田骈、接子，齐人。环渊，楚人。皆学黄老道德之术，因发明序其指意。故慎到著十二论，环渊著上下篇，而田骈、接子皆有所论焉 "。

"Шэнь-цзы говорил: «Предположим, бежит заяц, а сто человек гонятся за ним. Между тем ясно, что одного зайца не хватит на сто человек. Происходит это оттого, что не установлено, кому должен принадлежать заяц по праву. Тут и сам Яо был бы в затруднении, не говоря уже о человеке дюжинном».
Люйши чуньцю. Книга 17. Гл.6.
- 慎子曰：“今一兔走，百人逐之。非一兔足為百人分也，由未定。由未定，堯且屈力，而況眾人乎？